# کاتوپاتولا
کاتوپاتولا (به لاتین: Katupathwela) یک منطقهٔ مسکونی در سری‌لانکا است که در استان مرکزی (سری‌لانکا) واقع شده‌است.